# Liste der Monuments historiques in Ougney-Douvot
Die Liste der Monuments historiques in Ougney-Douvot führt die Monuments historiques in der französischen Gemeinde Ougney-Douvot auf.

## Liste der Immobilien
| Bezeichnung      | Beschreibung            | Standort                                   | Kennzeichnung | Schutzstatus | Datum | Bild |
| ---------------- | ----------------------- | ------------------------------------------ | ------------- | ------------ | ----- | ---- |
| Zehntscheune (?) | aus dem 16. Jahrhundert | Ougney-le-Bas, 6 rue de la Fontaine (Lage) | PA25000073    | Classé       | 2011  |      |

## Liste der Objekte
| Bezeichnung        | Beschreibung                                      | Standort                                 | Kennzeichnung | Schutzstatus | Datum | Bild |
| ------------------ | ------------------------------------------------- | ---------------------------------------- | ------------- | ------------ | ----- | ---- |
| Gemälde Kreuzigung | Ölfarbe auf Leinwand, Holzrahmen, 18. Jahrhundert | Ougney-les-Champs, in der Kapelle (Lage) | PM25001561    | Classé       | 1992  |      |